# Shuswap Lake
Der Shuswap Lake ist ein See in Südzentral-British Columbia in Kanada.

## Lage
Der Shuswap Lake wird über den Little River zum Little Shuswap Lake hin entwässert. Dessen Abfluss bildet der South Thompson River, ein Quellfluss des Thompson River, ein Nebenfluss des Fraser River.
Der See bildet das Herz einer Region, welche als „Shuswap Country“ oder „the Shuswap“ bekannt ist. Die Region ist bekannt für seine Erholungsorte, die sich am Seeufer befinden, darunter der Ort Salmon Arm. Der Name „Shuswap“ leitet sich von den First-Nation-Völkern der Shuswap oder Secwepemc ab, welche zu den nördlichsten Völkern der Binnen-Salish gehören und zu deren Territorien die Region um den Shuswap Lake gehörte.

## Geographie
Der Shuswap Lake besteht aus vier Armen, welche an die Gestalt des Buchstaben H erinnern.
Die vier Arme heißen Salmon Arm (Südwesten), Anstey Arm (Nordosten), Seymour Arm (Norden) und dem Hauptsee, der auch als Shuswap Arm bezeichnet wird (Westen). Die Engstelle, an der die vier Seeteile zusammenstoßen, wird auch Cinnemousun Narrows bezeichnet. Im Shuswap Arm liegt, mit Copper Island, auch die einzige Insel im See.
Der Shuswap Lake ist mit dem Little Shuswap Lake über den Little River verbunden, welcher vom Ende des Westarms abfließt.
Im Nordwesten fließt der Adams River dem See zu. Der Shuswap Lake ist mit dem Mara Lake über den Sicamous Channel verbunden.
Im Südwesten fließt der Salmon River in den Salmon Arm. Der  Eagle River fließt vom Eagle Pass in den Monashee Mountains dem See zu und mündet in diesen im Osten nahe Sicamous. Der Seymour River fließt in das Nordende des Seymour Arm. Es münden noch weitere Flüsse und unzählige Bäche in den See.

## Provincial Parks am Shuswap Lake
Mehrere Provinzparks liegen am Ufer des Shuswap Lake:
- Anstey Hunakwa Provincial Park
- Cinnemousun Narrows Provincial Park
- Herald Provincial Park
- Shuswap Lake Provincial Park
- Shuswap Lake Marine Provincial Park
- Silver Beach Provincial Park
- Tsútswecw Provincial Park

## Siedlungen
Siedlungen am Shuswap Lake:
- Anglemont
- Blind Bay
- Canoe
- Celista
- Eagle Bay
- Magna Bay
- St. Ives
- Salmon Arm
- Scotch Creek
- Seymour Arm
- Sicamous
- Sorrento
- Sunnybrae
- Tappen